# Wickrath
Wickrath ist Teil des Stadtbezirks West von Mönchengladbach und war bis zur Gebietsreform eine eigenständige Gemeinde im Kreis Grevenbroich. Am 1. Januar 1975 wurde sie im Zuge der Verschmelzung von Mönchengladbach mit Rheydt eingemeindet.

## Gliederung
Zur früheren ehemaligen Gemeinde gehören die Stadtteile Wickrath-Mitte, Wickrath-West, Wickrathhahn, Wickrathberg, Buchholz, Beckrath, Herrath und Wanlo.
Am 31. Dezember 2020 wohnten im Stadtbezirk Wickrath 17.188 Einwohner, die sich wie folgt auf die Stadtteile der ehemaligen Gemeinde verteilten:
- Wickrath-Mitte = 10.322 Einwohner
- Wickrath-West = 3.401 Einwohner (mit Buchholz, Beckrath, Herrath, Wickrathhahn)
- Wickrathberg = 2.232 Einwohner
- Wanlo = 1.107 Einwohner

Die Postleitzahl von Wickrath ist 41189. Bis zur Einführung der fünfstelligen Postleitzahlen 1993 war die Bezeichnung 4050 Mönchengladbach 4, vor der Gemeindereform lautete die Postleitzahl 4072.

## Geschichte

### Urgeschichte
In Wickrathberg und Wanlo sind steinzeitliche Spuren entdeckt worden. Besonders nach der letzten Eiszeit, am Schluss der Altsteinzeit (11.700–9600 v. Chr.) lebten im Großraum Wanlo, unweit der zahlreichen Quellen der Niers, Menschen. Verzierte Gefäße aus Keramik, aus dem Zeitraum von 5000 bis 2000 v. Chr., sind in diesem Gebiet außerdem gefunden worden.

### Römerzeit
Schon zur Römerzeit um 200 n. Chr. wurde das Gebiet des heutigen Wickrath besiedelt. Es existieren zahlreiche Trümmerstellen im Gebiet des heutigen Wickrath, Wickrathberg, Wanlo, Beckrath, Buchholz und Wickrathhahn. Diese Trümmerstellen waren vermutlich alles Bauernhöfe (Villa rustica), die das nur wenige Kilometer entfernte römische Dorf (Vicus Mülfort) und die Römerlager am Rhein, versorgten. Diese Bauernhöfe wurden durch den Überfall der Franken im Jahr 274 n. Chr. zerstört.

### Fränkische Zeit
Erst im 9. und 10. Jahrhundert wurde das Gebiet, vermutlich zeitgleich mit Dahlen, Holzweiler, Borschemich sowie Beckrath und Herrath, und unmittelbar später Wickrathberg von den über den Rhein kommenden Franken neu entdeckt und besiedelt. Zwei fränkische Stämme siedelten sich links und rechts der Niers an. In Wickrath lebten Menschen des salischen und in Wickrathberg des ripuarischen Frankenstamms. Die früheste schriftliche Erwähnung des Ortsnamens Wickrath ist nach neuesten Untersuchungen nicht durch Urkunden von 961 und 1068, die beide Fälschungen sind, sondern erst für die Jahre 1104/1105 belegt. Zu dieser Zeit tauchte in der abgefassten Lebensgeschichte des Kölner Erzbischofs Anno II. ein Graf Gerlach, der Besitzer der Burg Wichinrod, auf. Diese Burg dürfte dort gelegen haben, wo heute noch das Schloss ist, und sie war eine Wasserburg. Des Weiteren wurde hier auch Gerhard I. als erster Herrscher über Wickrath aus dem Hause Hostaden (Hochstaden) erwähnt.
1166 verstarb der Burgherr Otto I. und mit ihm das alte Geschlecht Hochstadens. Den Titel erbte der älteste Sohn Dietrich, der sich Graf von Are-Hochstaden nannte. Sein Sohn Otto der I. behielt den Titel Herr von Wickerode. Zur Herrschaft Wickrath gehörten bereits im 12. Jahrhundert neben dem Hauptort die Dörfer Wickrathberg, Beckrath, Herrath sowie die im 12. und 13. Jahrhundert neu besiedelten Gebiete Wickrathhahn und Buchholz, sowie Teile von Hockstein, Mennrath und Wetschewell. Neben diesem Gebiet verfügten die Grafen von Hochstaden-Wickrath über das Prämonstrantenserstift Hamborn bei Duisburg sowie weiteren Streubesitz. Die Herrschaft Schwanenberg mit dem Hauptort und den Siedlungen Lentholt, Genhof und einem Teil von Genfeld blieb – mit einer Unterbrechung – ein inkorporierter Teil der Herrschaft Wickrath. Von 1200 bis 1205 ließ er die romanische Kirche in Wickrath erbauen. 1205 wurde die kleine Pfarrkirche von Wickrath als Salvatorkirche geweiht. 1418 bekam sie ein größeres Mittelschiff und wurde mit dem dort stehenden Altar des hl. Antonius geweiht.

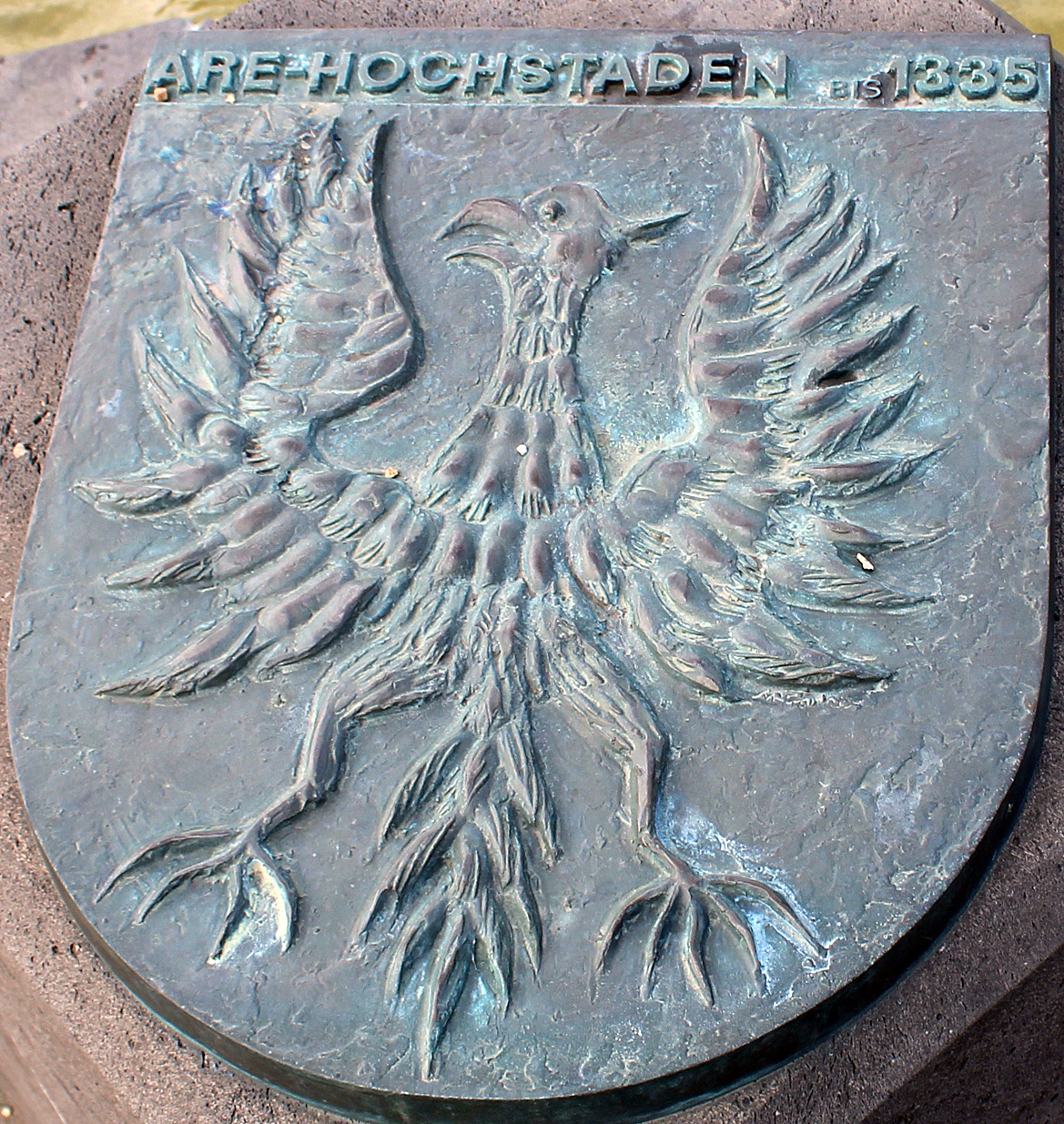
Wappen der Are-Hochstaden

Im Jahr 1309 starb das Geschlecht der Hochstaden aus, und Wickrath fiel an die Grafen von Geldern. Die Burg wurde bis ins 15. Jahrhundert dadurch häufig an verschiedene Eigentümer verlehnt.

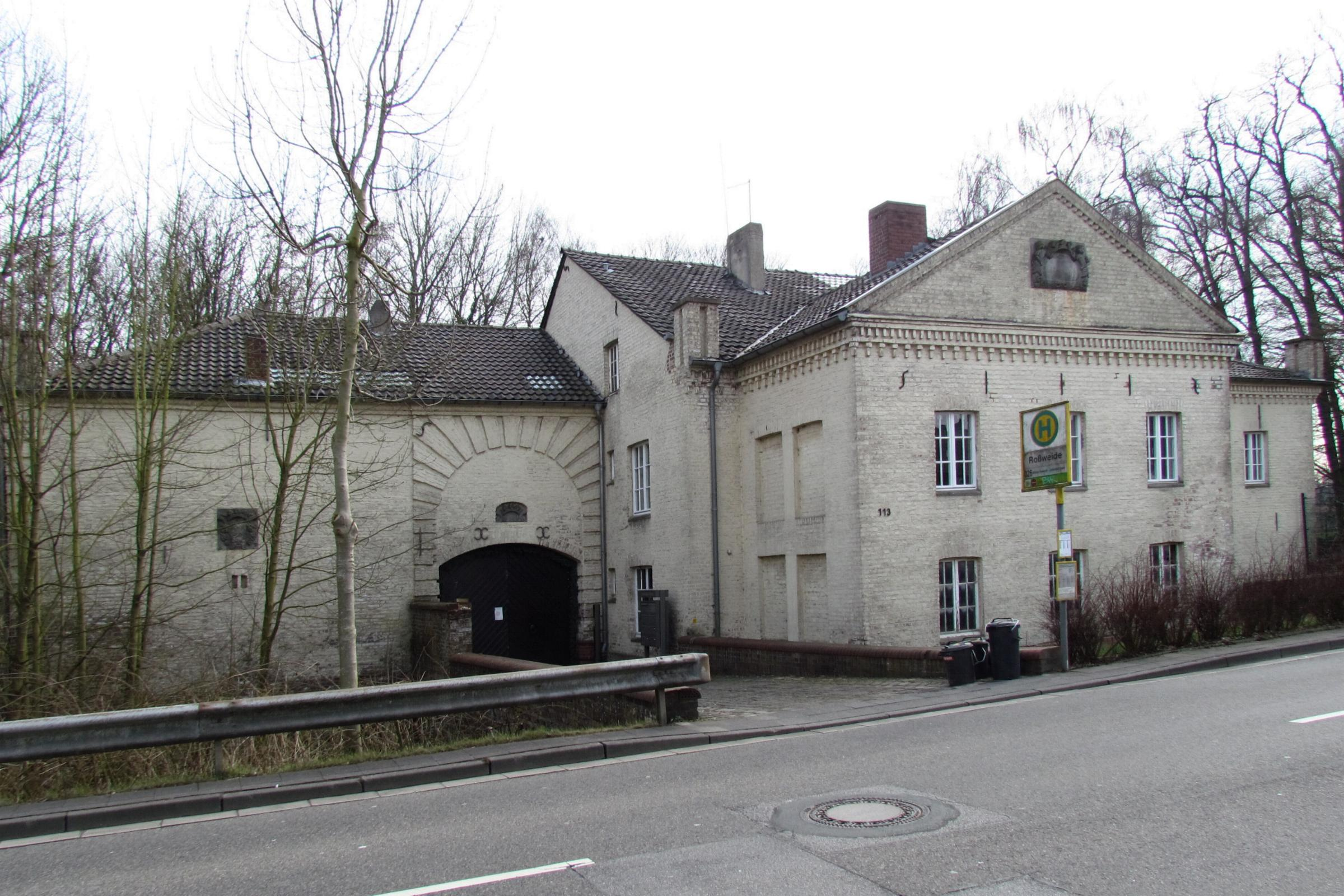
Die frühere Schlossmühle, jetzt Lohmühle (2013)

1363 wurde die Lohmühle, früher Schlossmühle, das erste Mal erwähnt. Ursprünglich handelte es sich dabei um eine Korn-, später um eine Ölmühle.
Das alte Wickrath war einst von einer Mauer, einem Graben und einem Wall umgeben und hatte eine obere und untere Pforte, später kam noch eine dritte Pforte an der Schaumburggasse hinzu. Innerhalb der Mauern nannte sich der Ort Freiheit Wickrath, das umliegende Land hieß, soweit es zur Herrschaft gehörte, Herrlichkeit. Nach einer Urkunde aus dem Jahr 1363 sprach man bereits von einer Veste und 1436 von „die Vestinge von Wikerode“.
Zur Freiheit Wickrath gehörte im Mittelalter nur die Gegend um die Burg und Kirche. Zur Herrschaft Wickrath gehörten noch Beckrath, Herrath, Wickrathberg, Wickrathhahn, Teile von Buchholz, Hockstein, Mennrath und Wetschewell, außerdem die Exklave Schwanenberg, zwischen Erkelenz und Wegberg.

### 1482 bekam Wickrath Stadt- und Marktrechte
Im Jahr 1482 eroberte der Erzherzog Maximilian von Habsburg, Schloss Wickrath mit bewaffneter Hand und übergab Burg und Ort an seinen Freund und Berater Heinrich von Hompesch. Heinrich v. Hompesch entstammte rheinischem Adel und hatte im Herzogtum Jülich nicht nur bedeutende Güter, er hatte dort auch als Erbhofmeister und Marschall zwei der höchsten erblichen Staatsämter inne. 1488 wurde aus dem Flecken Wickrath eine Stadtfreiheit. Dies wurde möglich, da Maximilian I. Wickrath zur reichsunmittelbaren Herrschaft erhob und das Lehen an den Ritter Heinrich von Hompesch übergab. Wickrath gehörte zum Niederrheinisch-Westfälischen Reichskreis. Gleichzeitig erhält der Flecken Wickrath Stadt- und Marktrechte.
Im Jahr 1491 gründete die Gattin Heinrichs von Hompesch das Kreuzherrenkloster beziehungsweise Kreuzbrüderkloster. Durch dessen Lateinschule in Wickrathberg wurde Wickrath über die Grenzen hinaus bekannt. Nach dem Tode Heinrichs von Hompesch, um 1502, ging das Erbe Wickrath an die Stiefsöhne, die späteren Grafen von Quadt. Das Geschlecht der Quadt-Wickrath wird zunächst dem rheinischen Ritterkreis und zugeordnet. Diese traten Mitte des 16. Jahrhunderts zum evangelischen Glauben über. Die kleine Barockkirche in Wickrathberg, erstmals 1220 erwähnt, wurde 1529 evangelisch. Das Kloster mit der romanischen Kirche blieb im Besitz der katholischen Kreuzherren.

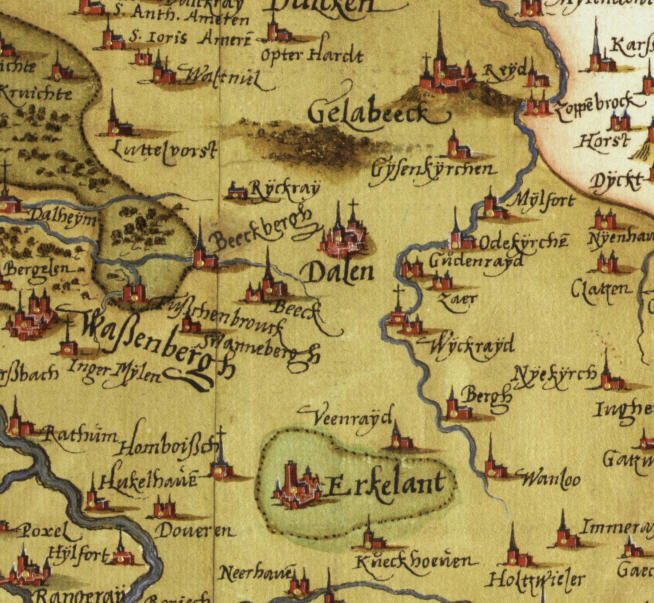
Wickrath (Wyckrayd) (1573)

Johann von Quadt wird seit 1568 als Herr von Wickrath genannt. Er nimmt dem Orden der Kreuzherren die Pfarrkirche ab, die allerdings elf Jahre später von den Kreuzherren zurück erstritten wird.
1586 wurde Wanlo von 200 marodierenden Söldnern überfallen und geplündert. 13 Häuser und die Kirche wurden angezündet.
1620 erfolgt die förmliche Standeserhebung der von Quadt zu Reichsfreiherren.

### Ständige Überfälle und Belagerungen im 16., 17. und 18. Jahrhundert
Zu Beginn des Achtzigjährigen Krieges (1568–1648), während des Spanisch-Niederländischen Krieges sowie des Dreißigjährigen Krieges (1618–1648) fielen mehrfach spanische Truppen in Wickrath ein. Im benachbarten Dahlen kam es 1568 sogar zu einer Belagerung, der Schlacht bei Dahlen. Nach dem Westfälischen Frieden von 1648 kam Wickrath nicht zu Ruhe. 1650–1655 marschierten geldrische Fußtruppen und Kavallerie, die auf der katholischen, spanischen Seite standen, erneut in Wickrath ein. Es kam zu Sanktionen, Arresten und Plünderungen. Dies wiederholte sich 1659 und 1660. Aber auch andere Soldaten und Truppen der evangelischen Seite fielen in Wickrath ein. 1633 kamen schwedische Soldaten, 1677/78, 1696 und 1698 Truppen aus Brandenburg, 1678 Truppen des Bischofs von Münster sowie 1703 Truppen von Braunschweig-Lüneburg und Hannovers und bezogen in Wickrath ihre Winterquartiere. Wickrath war durch seine Baronie politisch schwach und ein günstiges Opfer. Des Weiteren bezogen kaiserliche Truppen 1632, 1635 und 1763 Wickrath. Bei einzelnen Überfällen wurde die Burg Wickrath mehrmals zerstört.

### Teutschhaus als alternativer Dorfname von Wickrath

Baronie Wickrad; das Schloss wird als Wickrad bezeichnet, das Dorf als Teutschhaus (1618–1679).

In der Zeit des 16. und 18. Jahrhunderts wurde in zahlreichen Landkarten zwischen dem Schloss Wickrath und dem Dorf Wickrath, was als „Teutschhaus“ bezeichnet wurde, unterschieden. In Urkunden und Kirchenbüchern ist der Name „Teutschhaus“ nicht zu finden. Der Grund für den alternativen Dorfnamen ist unbekannt. Es wird spekuliert, dass eventuell der aus Wickrathberg stammende historisch-geografische Schriftsteller Matthias Quad, der zwischen 1592 und 1604, unter dem Namen Kinckelbach Landkarten und Bücher, darunter das Buch Teutscher Nation Herligkeit, veröffentlichte, so seine Heimat Wickrath, die zum Orden der Kreuzherren gehörte, besser verdeutlichen beziehungsweise mächtiger aussehen ließ.

### Spannungen zwischen der katholischen Bevölkerung und den reformierten Burgherren
Im 17. und 18. Jahrhundert gab es größere Spannungen gegen die katholische Bevölkerung von Wickrath, durch die reformierten Obrigkeit von Wickrath. 1700 griff die Kurpfalz ein und drang nach Wickrath ein. In mindestens einem Fall drangen Mitte des 18. Jahrhunderts auch kurkölnische Truppen in die Herrschaft ein, um eine katholische Prozession militärisch gegen Behinderungen des Wickrather Landesherren zu schützen.

Wickrath (Wyckrayd) (1721–1750)

1724 ließ der Freiherr Friedrich Wilhelm Quadt hinter der oberen Pforte die Freiheit auslegen, in dem er einige Hausplätze abzeichnen ließ. Es entstand die heutige Quadtstraße, die von den Bürgern Neustadt genannt wurde.

### Bau von Schloss Wickrath (1746–1772)

Baronie de Wickrad (um 1760)

1745 wurde die Burg Wickrath durch einen Brand größtenteils zerstört. Das kam den Neubauplänen Otto Wilhelm von Quadts entgegen. 1746 und 1772 wurde auf den Fundamenten der abgerissenen Burg das Schloss Wickrath errichtet. Das Schloss wurde nach dem Vorbild französischer Schlösser als Barockanlage erbaut.
1752 erkaufte sich Wilhelm Otto Friedrich von Quadt, der Bauherr von Schloss Wickrath, die Erhebung zum Reichsgrafen. Er wandte dafür an Gebühren und Bestechungsgeldern 20.000 Gulden auf, die seine landesherrlichen Jahreseinkünfte erheblich überschritten.

### Franzosenzeit (1794–1813)
1794 floh der damalige Landes- und Schlossherr Graf Otto Wilhelm von Quadt zu Wykradt mit seiner Familie vor den einrückenden Franzosen über den Rhein. Die Reichsunmittelbarkeit Wickraths endete faktisch mit der Besetzung durch die Truppen Napoleons. Das Schloss diente als kaiserlich französisches Hengstdepot. 1801 wurde der linke Niederrhein zum Département de la Roer und somit ein Teil der französischen Republik. Alle reichsunmittelbaren Grafen wurden im Reichsdeputationshauptschluss für ihre Verluste entschädigt. Die Grafen von Quadt erhielten die Reichsabtei Isny sowie die bis dato reichsunmittelbare Stadt Isny im Allgäu als neu gebildete Reichsgrafschaft zugewiesen.
Wickrath bildete in dieser Zeit eine Mairie nach französischem Vorbild, die zum Kanton Odenkirchen im Arrondissement Krefeld gehörte. Am Russlandfeldzug 1812 unter Napoleon waren auch Wickrather als Soldaten beteiligt. 1813 zogen die Franzosen nach der Völkerschlacht bei Leipzig wieder aus Deutschland ab und Wickrath kam zu Preußen. Das Schloss wurde zu einer Kavalleriekaserne umgebaut. Diese wurde aber schon 1834 wegen häufig auftretender Fieberfälle aufgelöst.

### Industrialisierung und verschiedene Neubauten von Wickrath (1839–1927)

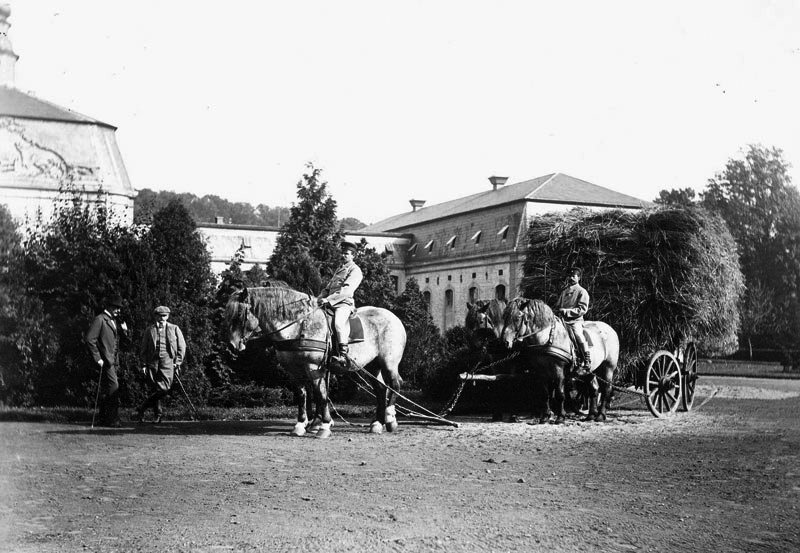
Heuernte auf Schloss Wickrath mit Gestütsleiter von Engel (um 1900)

In Preußen kam Wickrath 1816 zum neuen Kreis Grevenbroich und aus der Mairie Wickrath wurde die preußische Bürgermeisterei Wickrath. 1839 wurde die Vorburg zum Landgestüt umfunktioniert, das bis 1955 bestand. 1852 wurde der Bahnhof Wickrath mit der Bahnverbindung von Aachen über Gladbach nach Düsseldorf eröffnet. Es kam zum industriellen Aufschwung in Wickrath. 1855 wurde die Wickrather Lederfabrik durch Zacharias Spier gegründet. 1859 musste das Hauptgebäude des Barockschlosses abgerissen werden, weil es vollkommen verwahrlost und angeblich baufällig war. 1860 kam es zum Neubau der Synagoge in Wickrathberg. 1905 wurde die Straßenbahn nach Rheydt eröffnet, 1907 wurde die Strecke bis Wickrathberg verlängert. 1907 bekam Wickrath von der Bezirksregierung Düsseldorf die Erlaubnis, ein Krankenhaus zu bauen. 1908 wurde ein Wasserwerk in Wickrath gebaut. Im Mai 1925 wurde das Wickrather Freibad an der Karotte der Öffentlichkeit übergeben. 1927 wurde das Feuerwehrgeräte- und Übungshaus mit einem großen Steigerturm eingeweiht.

### Wichtige Gebäude und Denkmäler in Wickrath

St.-Antonius-Kirche (2015)
Rathaus Wickrath (2015)
Mädchen mit Taube (2015)
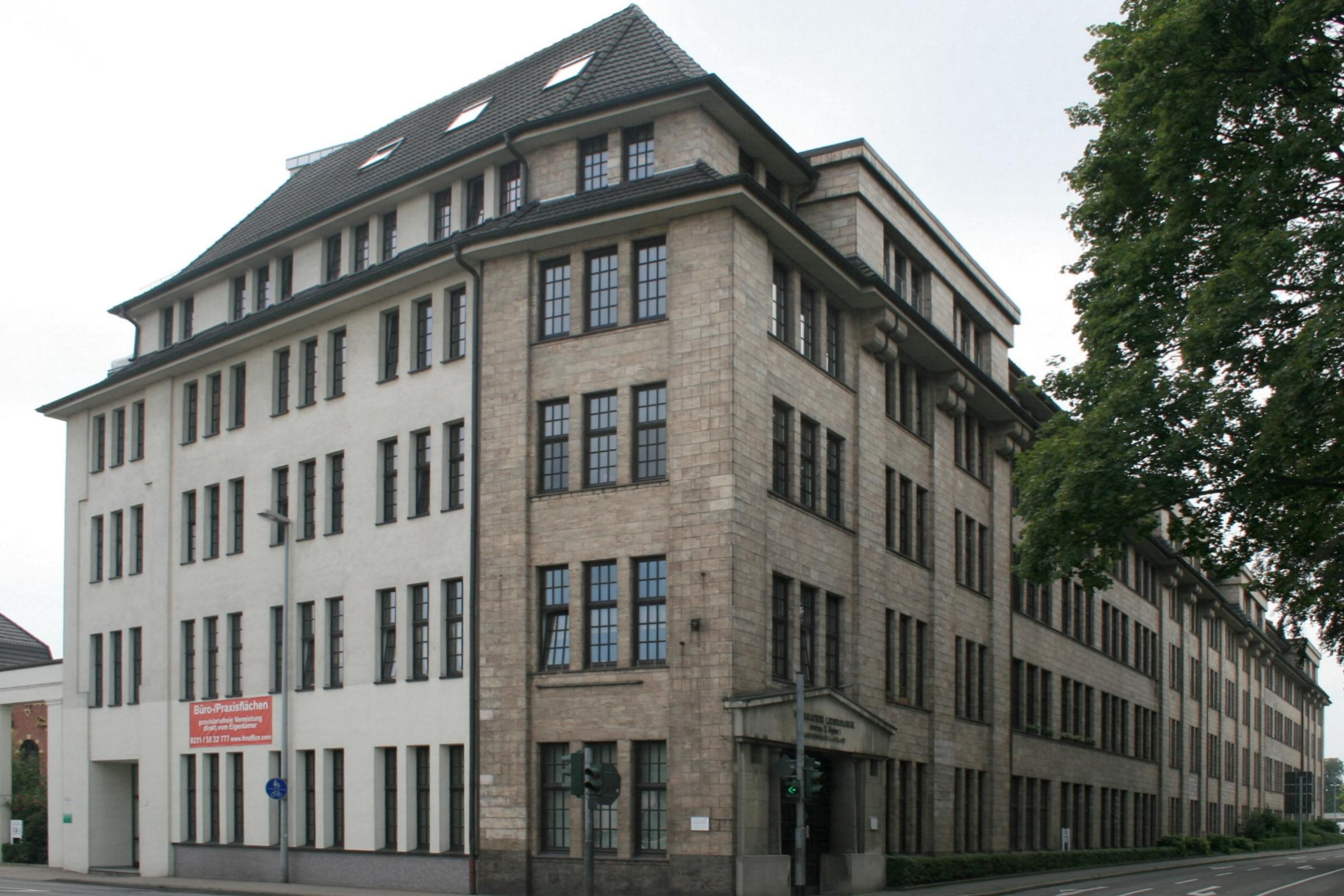
Wickrather Lederfabrik, Bauzeit: 1905 (2010)
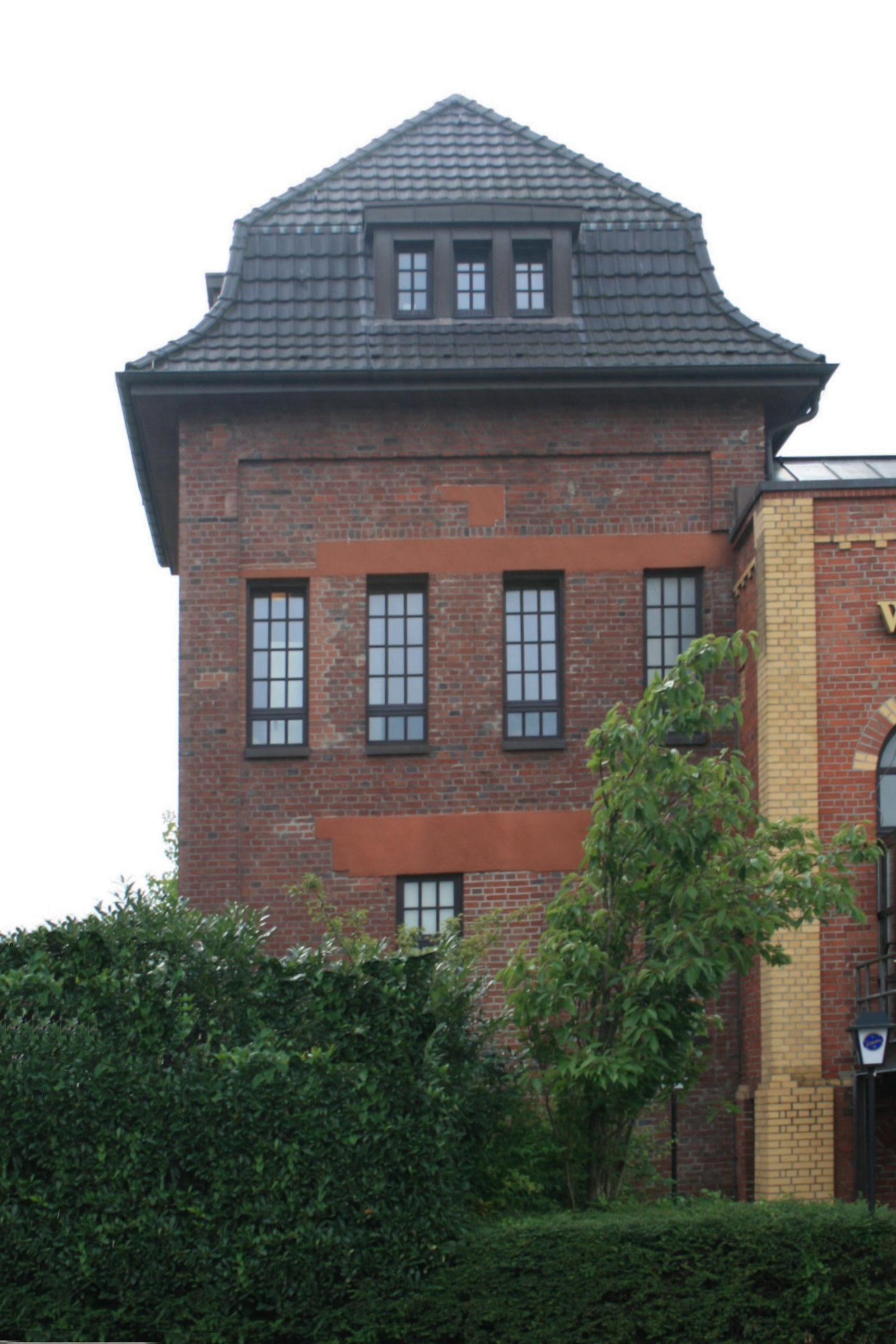
Wickrather Lederfabrik, Bauzeit: 1905 (2010)
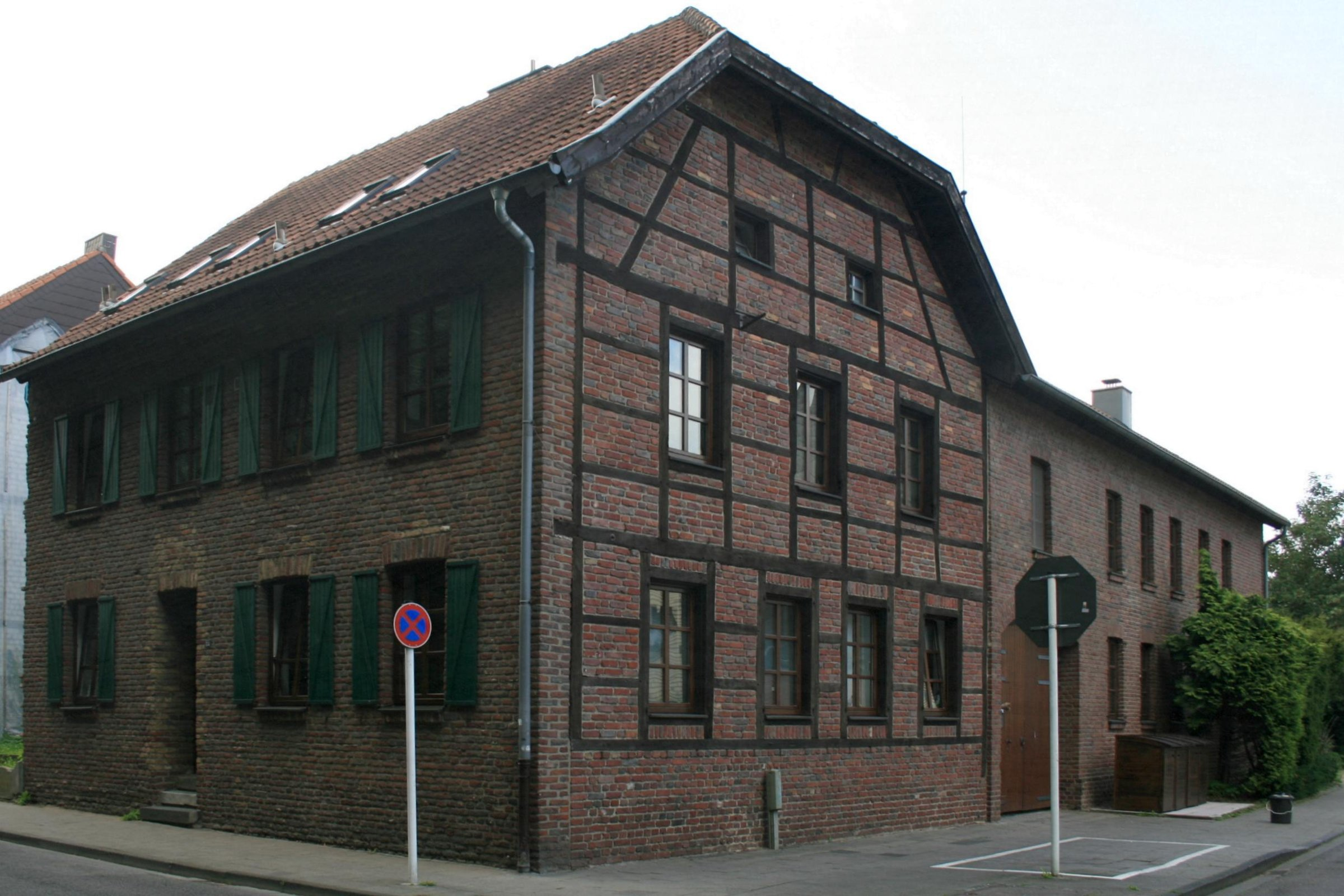
Wohngebäude, Bauzeit: 20. Jahrhundert (2010)

### Wickrath zur Zeit des Nationalsozialismus
Im Jahr 1934 wurden Wanlo und Wetschewell eingemeindet.
1936 gingen die NS-Behörden gegen den Eigentümer der Wickrather Lederfabrik wegen Devisenvergehen und versuchter Steuerhinterziehung vor, aufgrund des wachsenden Drucks verließ die Familie Spier Deutschland.
In der von den Nationalsozialisten inszenierten Reichspogromnacht wurde die Synagoge in Wickrathberg völlig zerstört. Alle jüdischen Geschäfte in Wickrath wurden durch den Mob zertrümmert. Auch in Wohnungen jüdischer Einwohner drangen in Zivil gekleidete SA-Leute ein und verwüsteten diese. 50 jüdische Männer wurden in Gladbach, Rheydt und Wickrath verhaftet. Ab 1939 wurden die noch in Wickrath und Wickrathberg lebenden jüdischen Familien in sogenannten Judenhäusern konzentriert. Von hier aus wurden die letzten 40 betroffenen Personen deportiert.

### Der Zweite Weltkrieg
Der Zweite Weltkrieg verursachte große Schäden in Wickrath. Am 8. Oktober 1944 traf ein führerloses deutsches Jagdflugzeug, dessen Pilot tödlich getroffen war, die Spitze des Kirchturms der Pfarrkirche von Wickrath, wobei die Turmhaube samt Wetterhahn, Kreuz und Kugel zerstört wurde. Das Flugzeug stürzte an der Ecke Friedhofsweg / Mühlenweg (jetzt Antoniushügel / Untertor) ab.
Am 26. Februar 1945 erlebte Wickrath, von dem die Front an der Rur seit einigen Monaten nur wenige Kilometer entfernt lag, einen Luftangriff. Auf Anraten von Oberpfarrer Heinrich Lohmann suchten fatalerweise einige Menschen im Keller des Pfarrhauses Schutz vor den Bomben. Die Pfarrkirche, das Pfarrhaus, die Vikarie, das Jugendheim und de Hött wurden zerstört. Außer dem Oberpfarrer, dem Kaplan Wilhelm Esser und einem Kirchenschweizer, dessen Leiche erst nach einem Jahr aus den Trümmern geborgen wurde, starben 19 Wickrather Bürgerinnen und Bürger. Als Einziger entkam ein katholischer Kriegspfarrer dem Inferno. Diesem Angriff fiel auch eine Grotte aus Tuff zum Opfer, die am Eingang zum Friedhof an der Pfarrkirche stand.
In den letzten Kriegstagen errichteten die US-Streitkräfte zwischen Mongshof, Wickrathberg und Hochneukirch das neun Quadratkilometer große Gefangenenlager Wiesenlager Wickrathberg, das später unter Führung der britischen Streitkräfte stand. Dort lebten bei voller Belegung mindestens 150.000 deutsche Soldaten. Die Soldaten verbrachten die gesamte Zeit unter schrecklichen Bedingungen unter freiem Himmel und schliefen hauptsächlich in selbstgegrabenen Erdlöchern. Die Verpflegung war sehr spärlich. Die genaue Anzahl der Todesopfer ist unklar, Zeugen sprachen von 20 Todesfällen am Tag, andere von insgesamt 226 Toten. Das Lager existierte von April bis September 1945.
Am 15. August 1954 fand die Grundsteinlegung der neuen St.-Antonius-Kirche statt, deren Kirchweihe am 22. und 23. September 1956 gefeiert wurde.

### Eingemeindung in die Stadt Mönchengladbach (1975)
Gegen den heftigen Widerstand des Wickrather Gemeinderates wurde Wickrath am 1. Januar 1975 durch das Düsseldorf-Gesetz nach Mönchengladbach eingemeindet. Damit änderten sich die bisherige Postleitzahl (4072) und das KfZ-Kennzeichen (GV für Kreis Grevenbroich) sowie viele Straßennamen, da es bereits gleichnamige Straßen in Mönchengladbach oder Rheydt gab:
| Vor 1975             | Ab 1975          |
| -------------------- | ---------------- |
| Hauptstraße          | Quadtstraße      |
| Rheydter Straße      | Gelderner Straße |
| Odenkirchener Straße | Hochstadenstraße |
| Fliethstraße         | Op de Fleet      |
| Bismarckallee        | Trompeterallee   |
| Im Winkel            | An der Lohmühle  |

### Wiederherstellung der ursprünglichen Schloss-Anlage und Renaturierung der Niers (seit 2002)
Im Vorfeld der Landesgartenschau 2002 wurden Vorburg, Brücken und Park umfangreich saniert; das Schloss erhielt einen Neuanstrich in der ursprünglichen, ochsenblutroten Farbe. Im selben Jahr entstand auch das Pferdezentrum Schloss Wickrath, als das Rheinische Pferdestammbuch seinen Sitz von Bonn zum Schloss Wickrath verlegte. Parallel zu den Vorarbeiten zur Euroga wird vom Niersverband das Projekt Re-Naturierung der Niers in Angriff genommen.

Das Landstallmeisterhaus von Schloss Wickrath (2015)
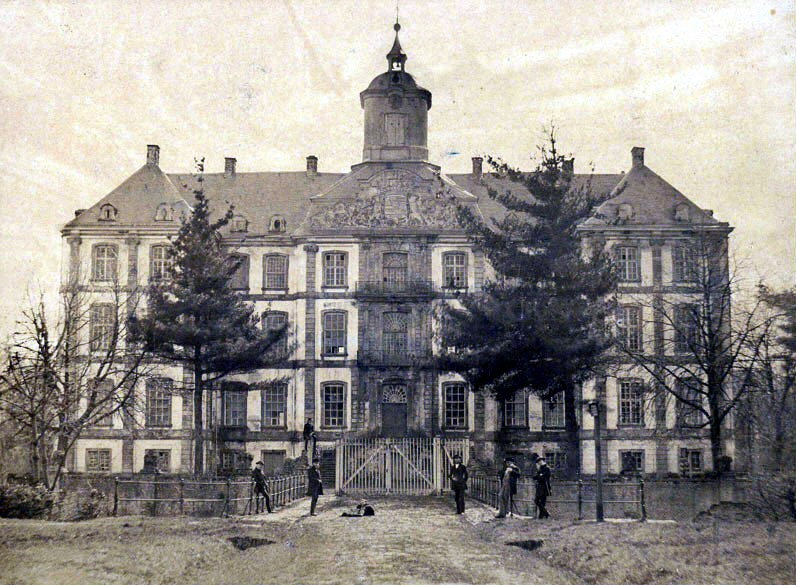
Das Hauptgebäude von Schloss Wickrath (vor 1859)
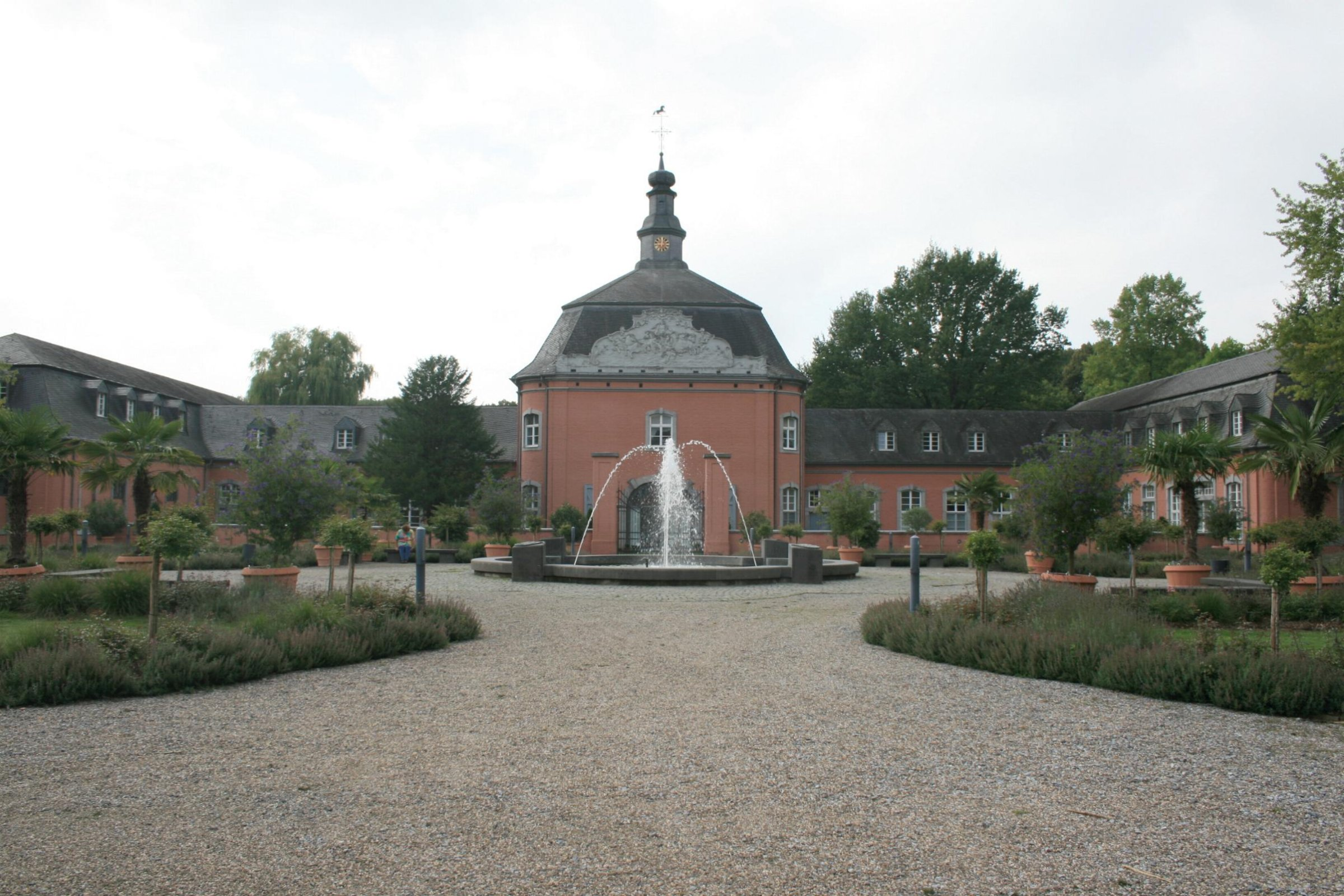
Westflügel der Vorburg von Schloss Wickrath (2010)
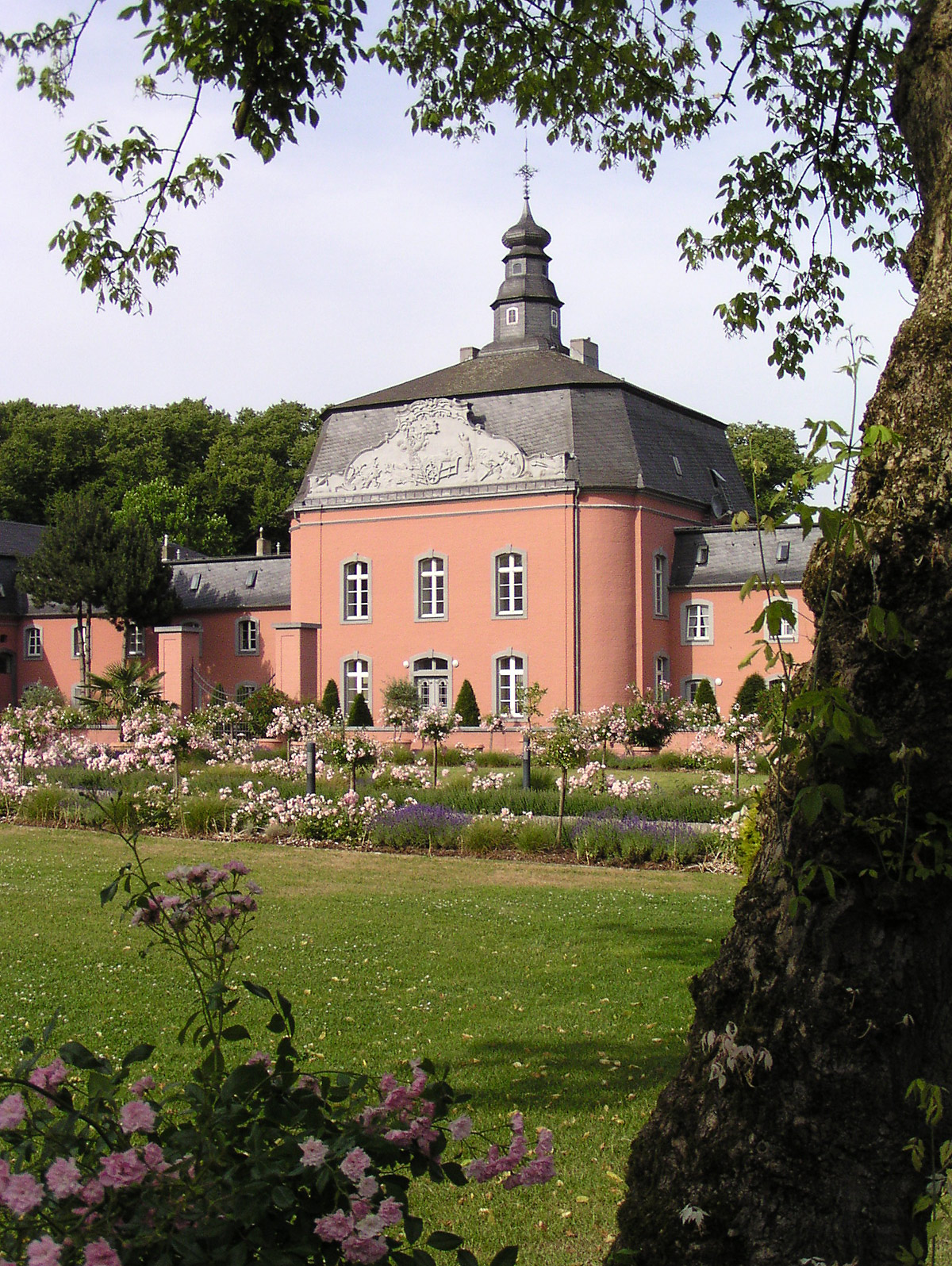
Ostflügel der Vorburg von Schloss Wickrath (2005)
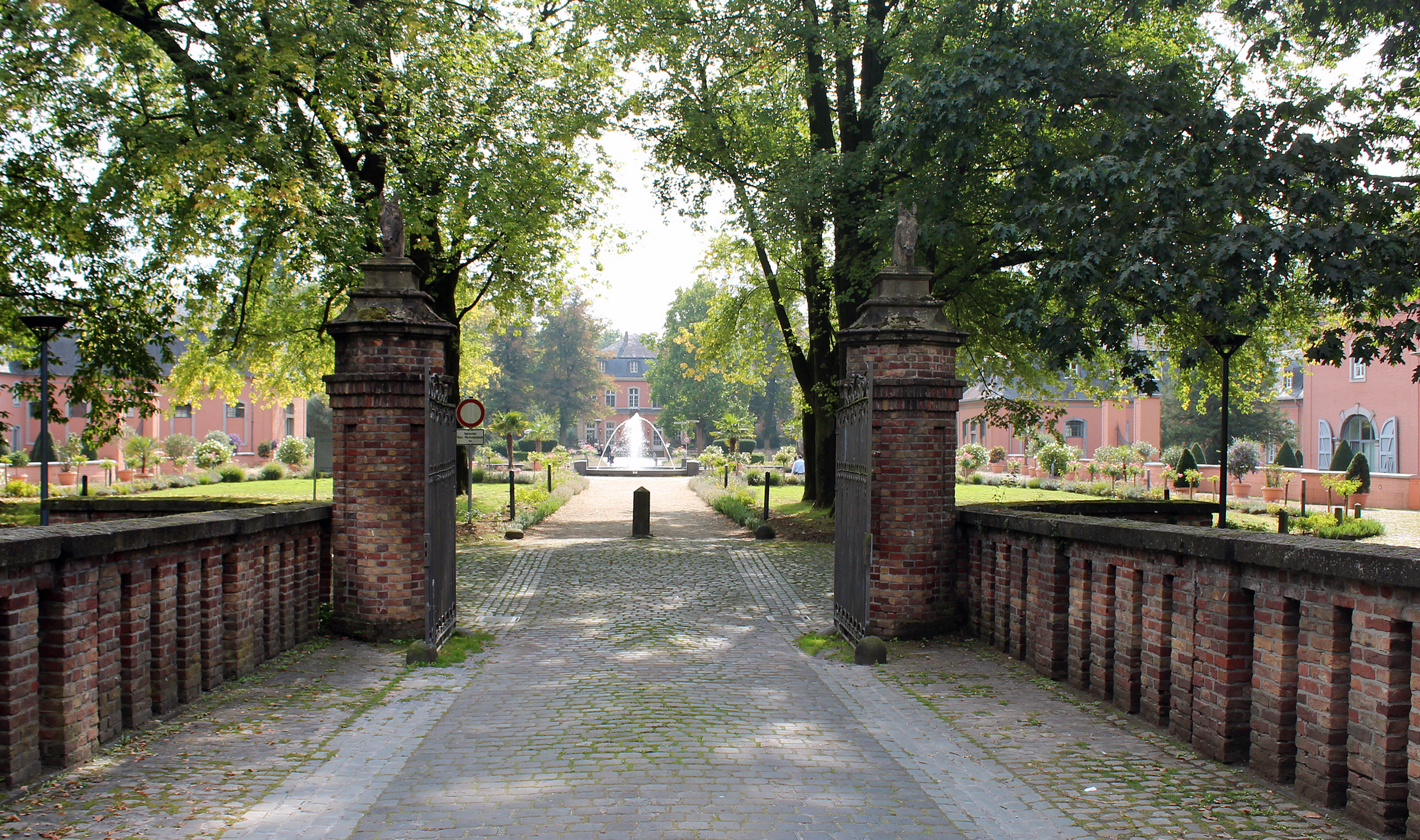
Die Pferdekopfbrücke mit Blick auf das Hauptgebäude (2013)
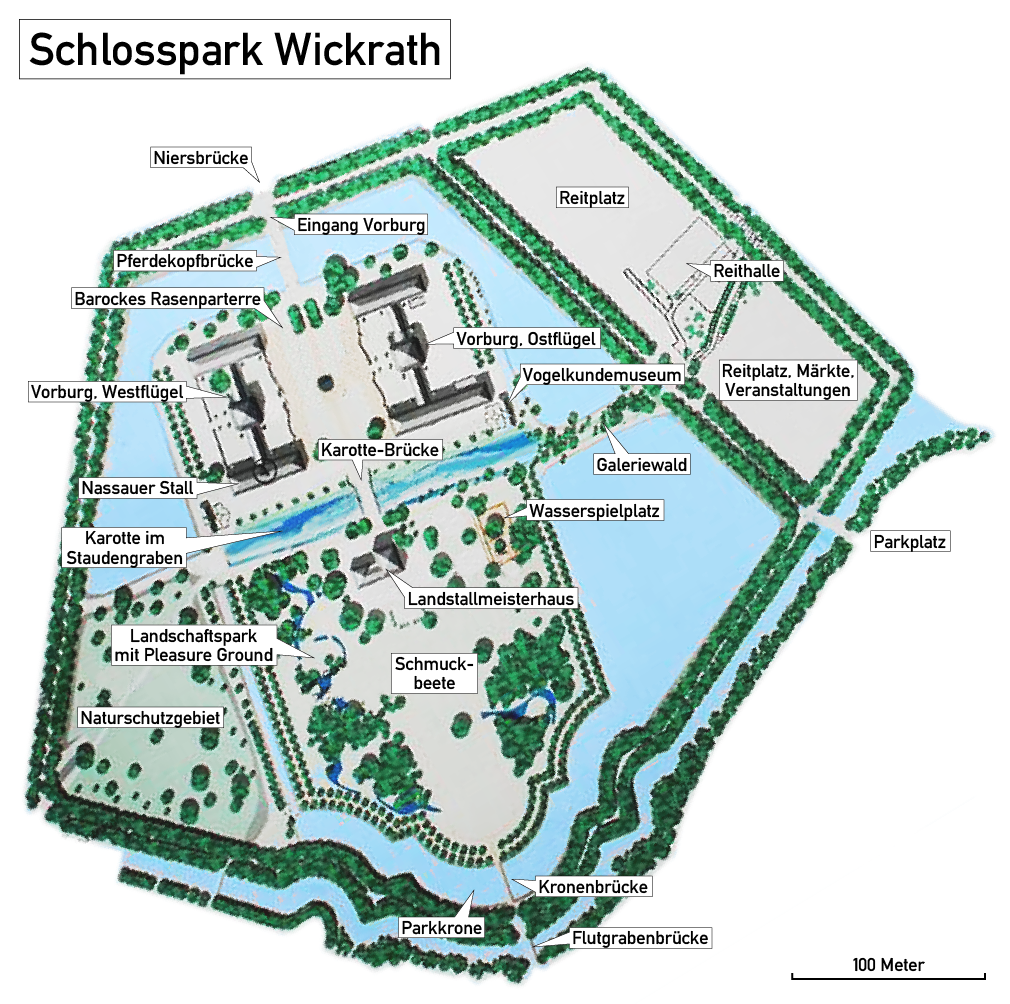
Der wiederhergestellte Schlosspark (2002)

Im Oktober 2009 beschloss der Stadtrat, die Anzahl der Stadtbezirke Mönchengladbachs auf vier zu reduzieren. Daraus ergab sich für Wickrath eine Zusammenlegung mit dem Ortsteil Rheindahlen zum Stadtbezirk West. Aus dem 10. Stadtbezirk Wickrath wurde Mönchengladbach West. Rheindahlen, Holt und Hehn gehören ebenfalls zu diesem Stadtbezirk.

## Bevölkerungszahlen
- 1900 hatte Wickrath 5.877 Einwohner, davon 2.860 Katholiken, 2.796 Protestanten und 183 Juden.[9]
- 1919 hatte Wickrath 6.447 Einwohner.
- Am 17. Mai 1939 hatte die Gemeinde Wickrath 8.642 Einwohner.[9]
- Am 13. September 1950 hatte Wickrath 10.158 Einwohner.[9]
- Am 6. Juni 1961 hatte Wickrath 12.051 Einwohner.[9]
- Am 27. Mai 1970 hatte Wickrath 12.893 Einwohner. Davon 6.134 männliche und 6.758 weibliche Personen.[9]
- Am 31. Dezember 1980 hatte Wickrath 15.060 Einwohner – Wickrath Mitte 8.847, Wickrath-West 2.978, Wickrathberg 2.190 und Wanlo 1.045 Einwohner.[9]
- Am 31. Dezember 1990 hatte Wickrath 15.335 Einwohner – Wickrath Mitte 8.753, Wickrath-West 3.179, Wickrathberg 2.334 und Wanlo 1.059 Einwohner.[9]
- Am 31. Dezember 2004 hatte Wickrath 18.220 Einwohner – Wickrath Mitte 10.981, Wickrath-West 3.754, Wickrathberg 2.274 und Wanlo 1.211 Einwohner.[9]
- Am 31. Dezember 2009 hatte Wickrath 17.585 Einwohner – Wickrath Mitte 10.547, Wickrath-West 3.664, Wickrathberg 2.185 und Wanlo 1.189 Einwohner.[9]

## Politik

### Wickrather Wappen
| Wappen von Wickrath | Blasonierung: „Zusammengesetztes Wappen aus schwarzem Adler und drei aufgelegten Schilden, die beiden unteren geneigt. Der obere geteilt in Silber (mit Hermelinschwänzen) und Grün, das Linke mit silbernem, gezahntem Andreaskreuz auf Rot; das Rechte gedrittelt durch zwei silberne Wechselzinnen-Balken auf Rot.“ |
| Wappen von Wickrath | Wappenbegründung: Das Wickrather Wappen ist ein zusammengesetztes Wappen aus schwarzem Adler und drei aufgelegten Schilden, von denen die beiden unteren geneigt sind. Der obere Schild ist zweigeteilt. Die obere Hälfte ist Silber mit Hermelinschwänzen, und die untere Hälfte Grün. Der linke Schild zeigt ein silbernes, gezahntes Andreaskreuz auf rotem Grund. Der rechte Schild ist ebenfalls rot und wird durch zwei silberne Wechselzinnen-Balken gedrittelt. Alle vier Bestandteile versinnbildlichen Familien, die im Besitz der Herrschaft Wickrath waren. Bis 1310 gehörte sie als geldrisches Lehen den Grafen von Are-Hochstaden. Ihren Namen andeutend, führten diese den Adler (Aar) im Wappen. 1335 belehnte der geldrische Graf den Herrn von Broichhausen, herkömmlich aus Broekhuizen, einem Ort in der niederländischen Gemeinde Horst aan de Maas, mit Wickrath. Auf dem rechten Adlerfang liegt das Wappen der Hompeschs; 1488 wurden sie mit Wickrath durch den Kaiser belehnt, d. h., die bisher geldrische Herrschaft Wickrath wurde reichsunmittelbar und somit ein eigenständiges Territorium. Die Herren von Hompesch wurden demzufolge Reichsfreiherren zu Wickrath. Von 1502 bis zur Übernahme Wickraths durch die Franzosen 1796 waren die Herren von Quadt im Lehensbesitz der Reichsfreiherrschaft Wickrath. Ihr Wechselzinnen-Wappen liegt auf dem linken Fang des Adlers. Das Gesamtwappen Wickraths ist nicht ohne Reiz; es fällt besonders auf, dass es nicht die übliche Schildform hat, sondern ein Adler-Wappen ist. Dieser Adler ist der der Familie Are und darf nicht fehlgedeutet werden als preußischer oder als Reichsadler, etwa wegen der ehemaligen Reichsunmittelbarkeit Wickraths; seit 1909 war es den Gemeinden untersagt, diese Adler in ihren Wappen zu führen. Das Wickrather Wappen wurde 1926 entworfen, kurz bevor die Bürgermeisterei zum Amt erklärt wurde (1927). Sein Schöpfer war Professor Otto Hupp. |

### Bürgermeister
- 1800–1802: nn. Azevedo (als Maire)
- 1802–1809: Johann Heinrich Quast (als Maire)
- 1808–1813: Leonhard Engels (als Maire)
- 1813–1816: Franz Schaumburg (bis 1814 als Maire)
- 1816–1856: Wilhelm Valentin Denhard
- 1856–1883: Hugo Naegelée
- 1884–1919: Wilhelm Kloeters
- 1919 – März 1945: Karl Dißmann
- 1945 – Januar 1946: Franz Otten
- 1946 – April 1946: Gottfried Corsten
- 1946 – Oktober 1947: Josef Sommer
- 1947 – Oktober 1948: Karl Dißmann
- 1948 – November 1950: Hermann Schagen
- 1950 – November 1951: Willi Dörges
- 1951 – Oktober 1952: Heinrich Gerhards
- 1952 – November 1954: Willi Dörges
- 1954 – April 1961: Heinrich Sattelmeyer
- 1961 – September 1968: Gustav Karsch
- 1968 – Dezember 1969: Theodor Müller
- 1969 – April 1970: Heinz Trauten
- 1970 – Dezember 1974: Konrad Bäumer

### Gemeindedirektoren
- 1946 – März 1948: Matthias Raaf
- 1948 – August 1950: Karl Dißmann
- 1950 – Februar 1963: Karl Eßer
- 1963 – Dezember 1974: Wolfgang Krane

### Bezirksverwaltungsstellenleiter
- 1. Januar 1975 bis Februar 2004: Hans-Josef Pisters (auch Standesbeamter)
- März 2004 bis April 2005: Annemarie Beiten-Abrahams
- 8. April 2005 bis 22. Oktober 2009: Michael Oehlers
- 21. Oktober 2009 bis 31. August 2014: Ludwig Geilen
- ab 1. September 2014: Heiko Heisters

### Bezirksvorsteher
- 1975–1989: Konrad Bäumer (CDU)
- 1989–1999: Friedel Coenen (SPD)
- 1999–2009: Marianne Beckers (CDU)
- ab 10. November 2009: Arno Oellers (CDU)

Seit 2010 bilden Rheindahlen und Wickrath den Bezirk West.

## Verkehr

### Straßenverkehr
Der Ort Wickrath wird von der Autobahn A 61 tangiert. Es gibt insgesamt drei Autobahnanschlussstellen: MG-Wickrath (13), MG-Wickrathberg (14) und MG-Wanlo (16). Die Anschlussstelle Wickrath führt in den Ortskern und in das Gewerbegebiet MG-Wickrath. Im Südosten von Wickrath liegt das Autobahnkreuz Wanlo. Hier kreuzen sich die A 61 und die A 46.

### Busverkehr
Der Busverkehr in Wickrath erfolgt durch die NEW mobil und aktiv Mönchengladbach. Die Linie 006 und der Schnellbus SB1 verbinden Wickrath mit Rheydt und dem Mönchengladbacher Stadtzentrum, Linie 006 bindet außerdem die im Süden Wickraths gelegenen Ortschaften Wickrathberg und Wanlo an das Wickrather Ortszentrum an. Die Linie 016 verkehrt von Wickrath-West mit den Dörfern Wickrathhahn, Beckrath, Herrath und Buchholz über Wickrath und Rheydt nach Korschenbroich. Mit der Linie 026 besteht eine Verbindung nach Odenkirchen bzw. Rheindahlen und Hardt. Als zentraler Umsteigepunkt zwischen den Linien dient die Haltestelle Wickrath, Markt.

### Bahnhof Wickrath
Der 1852 als Bahnhof eröffnete Haltepunkt Wickrath an der Bahnstrecke Aachen–Mönchengladbach wird stündlich von der Rhein-Niers-Bahn zwischen Essen Hauptbahnhof und Aachen Hauptbahnhof bedient.

## Kultur und Sehenswürdigkeiten

### Bauten

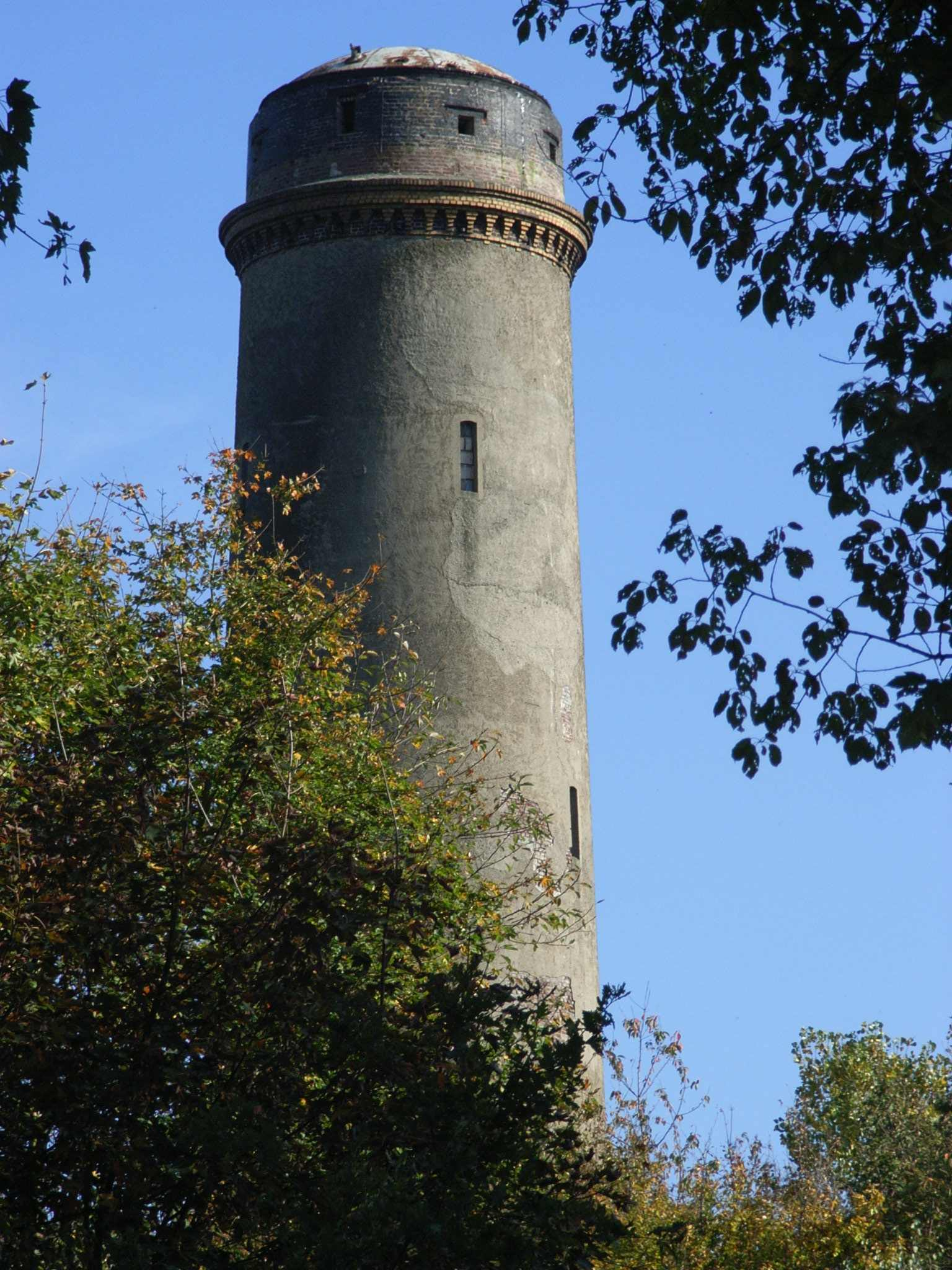
Verbliebener Stumpf des Wasserturms, mittlerweile abgerissen

- Schloss Wickrath mit Schlosspark als Teil der Straße der Gartenkunst zwischen Rhein und Maas
- Schlossbad Niederrhein (ehemals: Wickrather Schlossbad) an der Wickrathberger Straße. Der Neubau wurde im Februar 2008 eröffnet und soll als Spaßbad Badegäste aus der ganzen Region anziehen.
- Jüdischer Friedhof an der Roßweide. Hier findet sich auch das Grabdenkmal der Gretel Spier (geb. Bodenheim, 1889–1936), das um 1936/37 von dem Bildhauer Leopold Fleischhacker geschaffen wurde.
- Schlossmühle Wickrath, ehemalige Lohmühle an der Hochstadenstraße/Schlosspark. Heutzutage als Wohnraum genutzt.
- Wickrather Lederfabrik, Industriedenkmal, 1999 als Wohn- und Geschäftshausanlage umgewidmet, unter Beibehalt der architektonischen Eigenheiten sowie der historischen Straßenfront.
- Wickrather Wasserturm; Der 1912 erbaute und 55 m hohe Turm war bis 1979 in Betrieb. Seit 1979 stand er ungenutzt. 2006 wurde die Turmhaube mit dem Wasserbehälter entfernt.[19] Der nicht unter Denkmalschutz stehende Wasserturm wurde im Januar 2012 abgerissen.

### Veranstaltungen
- Bis zum Jahr 2010 war Schloss Wickrath 25 Jahre lang der Austragungsort des Schlossparkturniers.[20]
- Die Prunk (Schützenfest) findet jährlich drei Wochen nach Pfingsten statt.
- Das KUNSTWERK mit der Livebühne Das Rote Krokodil ist die Event-Location in Wickrath und wurde im Jahr 2000 eröffnet.[21]

### Vereinsleben
- Der Verein Rheinisches Pferdestammbuch ist im Ostflügel von Schloss Wickrath untergebracht. Er hat sich zum Ziel gesetzt, Schloss Wickrath als Zentrum der rheinischen Pferdezucht wiederzubeleben. Bereits von 1892 bis 1911 hatte das Rheinische Pferdestammbuch seinen Sitz im Schloss Wickrath. Ferner war in der Schlossanlage bis 1957 das Landgestüt Warendorf, 1826 als Königlich-Preußisch-Rheinisch-Westfälisches Landgestüt gegründet, untergebracht. Der Verein Rheinisches Pferdestammbuch hat rund 5000 Mitglieder und betreut 8000 Zuchtpferde aus 50 verschiedenen Pferderassen.

- Die Wickrather Schützengesellschaft von 1967 e. V. St. Antonius ist seit 2006 Mitglied im Bund der Historischen Deutschen Schützenbruderschaften.
- Bezirksverband Mönchengladbach-Rheydt-Korschenbroich
- TuS 1860 e. V. Wickrath
  - Abteilung Faustball
- HSG DJK TUS Wickrath Handball
- Förderverein Nachwuchsfaustball in Wickrath e. V.
- Wickrather Männergesangverein 1861
- Tennisclub Blau Weiss Wickrath e. V.

## Schulen
- Gemeinschafts-Grundschule Wickrath (Kreuzherrenstr. 17, 41189 Mönchengladbach)[22]
- Realschule Wickrath (Kreuzhütte 24, 41189 Mönchengladbach)[23]
- Herman van Veen Schule (Voigtshofer Allee 27, 41189 Mönchengladbach)

## Bekannte Wickrather
- Ernst von Schaumburg (1807–1882), deutscher Offizier und Historiker
- Johanna Ey (1864–1947), Galeristin; Ihr zu Ehren wurde in Wickrath ein Denkmal errichtet
- Johann Esser (1896–1971), Gewerkschafter und Dichter
- Karl-Hans Laermann (1929–2024), war vom 4. Februar 1994 bis November 1994 Bundesminister für Bildung und Wissenschaft (FDP)[9]
- Michael Cramer (1930–2000), Filmschauspieler und Synchronsprecher
- Günter Seuren (1932–2003), Schriftsteller
- Reinhard Baumhögger (* 1946), Unternehmer der Arcadia Hotels-Firmengruppe
- Rebecca Gablé, bürgerlich Ingrid Krane-Müschen (* 1964), Schriftstellerin (Die Siedler von Catan)
- Günter Krings (* 1969), Politiker
- Ulla Lenze (* 1973), Schriftstellerin
- Ina Menzer (* 1980), Boxerin
- Vanessa Odermatt (* 1990), Politikerin
- Ilja Waßenhoven (* 1969), Sportfunktionär